# Установка виробництва олефінів в Нінбо (Zhejiang Xingxing)
Установка виробництва олефінів в Нінбо — об'єкт нафтохімічної промисловості у місті Нінбо (провінція Чжецзян, центральна частина східного узбережжя країни).
Світове виробництво наймасовіших продуктів органічної хімії — етилену та пропілену — в основному базується на установках парового крекінгу нафтопродуктів або зріджених вуглеводневих газів. Водночас у 2010-х роках у Китаї почали з'являтися виробництва олефінів, котрі використовували як сировину метанол. Останній могли отримувати в самій країні шляхом синтезу з вугілля (наприклад, установка в Баотоу чи комплекс в Їньчуані) або закуповувати на відкритому ринку. Установки другого типу значною мірою тяжіли до приморських районів, які надавали необхідні логістичні переваги для доставки імпортної сировини (при цьому можливо відзначити, що світове виробництво метанолу також базується передусім на вуглеводнях — природному газі). Однією з таких заводів стало виробництво компанії Zhejiang Xingxing New Energy у провінції Чжецзян.
Будівельні роботи на площадці в Нінбо стартували в 2013-му та завершились введенням установки в експлуатацію за два роки. Потужність заводу становила 390 тисяч тонн пропілену та 300 тисяч тонн етилену на рік. Останній спрямовується на виробництво оксиду етилену та етиленгліколю, яке належить компанії Sanjiang Fine Chemicals (вона ж володіє 75 % у Zhejiang Xingxing New Energy), тоді як пропілен продається стороннім споживачам.
Відсутність власного джерела сировини ставить підприємство у Нінбо в сильну залежність від цін на метанол. Наприклад, весною 2016-го воно було змушене навіть зупинятись через негативне співвідношення цін на сировину та готову продукцію.
Можливо також відзначити, що так в тому ж Нінбо розташована інша установка виробництва олефінів з метанолу, яка належить компанії Ningbo Heyuan Chemical.